# Amazon River
Amazon River é um álbum do cantor e compositor brasileiro Paulo André Barata, lançado em 1980 pela Continental.
Amazon River foi lançado exclusivamente com composições de Paulo André e seu ex-parceiro "(parceiro constante em várias canções)" e pai, o poeta Ruy Barata, já falecido.

## Faixas
| N.º | Título                       | Compositor(es)                  | Duração |  |
| 1.  | "Amazon River"               | Paulo André Barata / Ruy Barata |         |  |
| 2.  | "Ítaca (Memórias do Exílio)" | Paulo André Barata / Ruy Barata |         |  |
| 3.  | "Noite de Paricá"            | Paulo André Barata / Ruy Barata |         |  |
| 4.  | "Foi Assim"                  | Paulo André Barata / Ruy Barata |         |  |
| 5.  | "Banho de Cheiro"            | Paulo André Barata / Ruy Barata |         |  |
| 6.  | "Paranatinga"                | Paulo André Barata / Ruy Barata |         |  |
| 7.  | "Pede"                       | Paulo André Barata / Ruy Barata |         |  |
| 8.  | "Meu Amor É Prato Cheio"     | Paulo André Barata / Ruy Barata |         |  |
| 9.  | "Ana Ortiz Y Castellar"      | Paulo André Barata / Ruy Barata |         |  |
| 10. | "Noturno da Solidão"         | Paulo André Barata / Ruy Barata |         |  |